# Paizay-le-Tort
Paizay-le-Tort är en kommun i departementet Deux-Sèvres i regionen Nouvelle-Aquitaine i västra Frankrike. Kommunen ligger i kantonen Melle som tillhör arrondissementet Niort. År 2018 hade Paizay-le-Tort 474 invånare.

## Befolkningsutveckling
Antalet invånare i kommunen Paizay-le-Tort
| Referens: INSEE |